# 오존 파괴 지수
오존파괴지수(ODP, Ozone Depletion Potential)는 오존을 파괴하는 화합물질의 파괴 정도를 숫자로 표시한 것으로 숫자가 클수록 오존파괴 정도가 크다. 보통 삼염화불화탄소(CFC-11) 1kg의 오존파괴능력을 1로 기준을 두고 나머지 화학물질들의 파괴력을 상정한 것이다.
1. ↑  “오존파괴지수”. 2025년 3월 6일에 확인함.